# Nordshausen
Nordshausen, Kassel-Nordshausen – okręg administracyjny Kassel, w Niemczech, w kraju związkowym Hesja. W 2010 roku okręg zamieszkiwało 2 053 mieszkańców.